# Котовка (Синжерейський район)
Котовка (рум. Cotovca) — село у Синжерейському районі Молдови. Входить до складу комуни, адміністративним центром якої є село Доброджа-Веке.

## Населення
За даними перепису населення 2004 року у селі проживала 61 особа.
Національний склад населення села:
| Національність | Кількість осіб | Відсоток |
| -------------- | -------------- | -------- |
| молдавани      | 46             | 75,4%    |
| українці       | 10             | 16,4%    |
| росіяни        | 5              | 8,2%     |
| Всього         | 61             | 100%     |